# Trey Lance
Trey Lance, född 9 maj 2000, är en amerikansk quarterback för Dallas Cowboys i National Football League. Lance valdes i den första rundan av 2021 års NFL-draft av San Fransisco.